# المقبرة الوطنية في مارتن
المقبرة الوطنية في مارتن هي مقبرة دفن فيها العديد من الشخصيات الهامة في التاريخ السلوفاكي، ومن بين الشخصيات كتاب وشعراء ووطنيون وإصلاحيون. والسبب في اختيار مدينة مارتن لتكون مقرا للمقبرة، هو دورها كمركز للثقافة السلوفاكية أثناء سنوات تكون الأمة السلوفاكية في القرن التاسع عشر.
من بين المدفونين بها: مارتن بينكا.
‌